# Parseval Versuchsluftschiff
Het Versuchsluftschiff van Parseval was het eerste in een reeks van 23 luchtschepen van Parseval.
Het schip werd door majoor August von Parseval ontworpen in 1891 maar werd pas in 1906 gebouwd. Het werd gebouwd bij de Augsburger Ballonfabrik Riedinger. Het had een ballonet die het schip vormvast moest houden. Later werd het schip omgebouwd tot de PL 1.

## Gegevens
| Gasinhoud       | 2300 m³ waterstof, later 2800 m³    |
| Lengte          | 48 m, later 50 m                    |
| Diameter        | 8,5 m, later 8,9 m                  |
| Type            | PV                                  |
| Gebruik         | Prototype                           |
| Motoren         | een twee-cilinder Daimler van 85 pk |
| Maximumsnelheid | 47 km/h                             |
| Eerste vaart    | 26 mei 1906                         |